# Sargus pavo
Sargus pavo är en tvåvingeart som först beskrevs av Lindner 1965.  Sargus pavo ingår i släktet Sargus och familjen vapenflugor. Inga underarter finns listade i Catalogue of Life.